# Сан Мартино (Терамо)
Сан Мартино је насеље у Италији у округу Терамо, региону Абруцо.
Према процени из 2011. у насељу је живело 73 становника. Насеље се налази на надморској висини од 205 м.